# Thomas Van der Plaetsen
Thomas Van der Plaetsen (* 24. prosince 1990) je belgický atlet, mistr Evropy v desetiboji z roku 2016.

## Kariéra
Při svém prvním mezinárodním startu v kategorii dospělých skončil šestý v sedmiboji na halovém mistrovství Evropy v roce 2011. Na světovém šampionátu v Moskvě v roce 2013 skončil patnáctý v osobním rekordu 8255 bodů. Na jaře 2014 vybojoval bronzovou medaili v sedmiboji na světovém halovém šampionátu v Sopotech v osobním rekordu 6259 bodů. Na mistrovství světa v roce 2015 obsadil v soutěži desetiboji čtrnácté místo. Největším úspěchem je pro něj zatím titul mistra Evropy v desetiboji z roku 2016. V olympijském desetiboji v Rio de Janeiro v roce 2016 obsadil osmé místo v osobním rekordu 8 332 bodů.

## Osobní rekordy
- desetiboj – 8 332 bodů (2016)
- sedmiboj (hala) – 6 259 bodů (2014)